# 酸敗

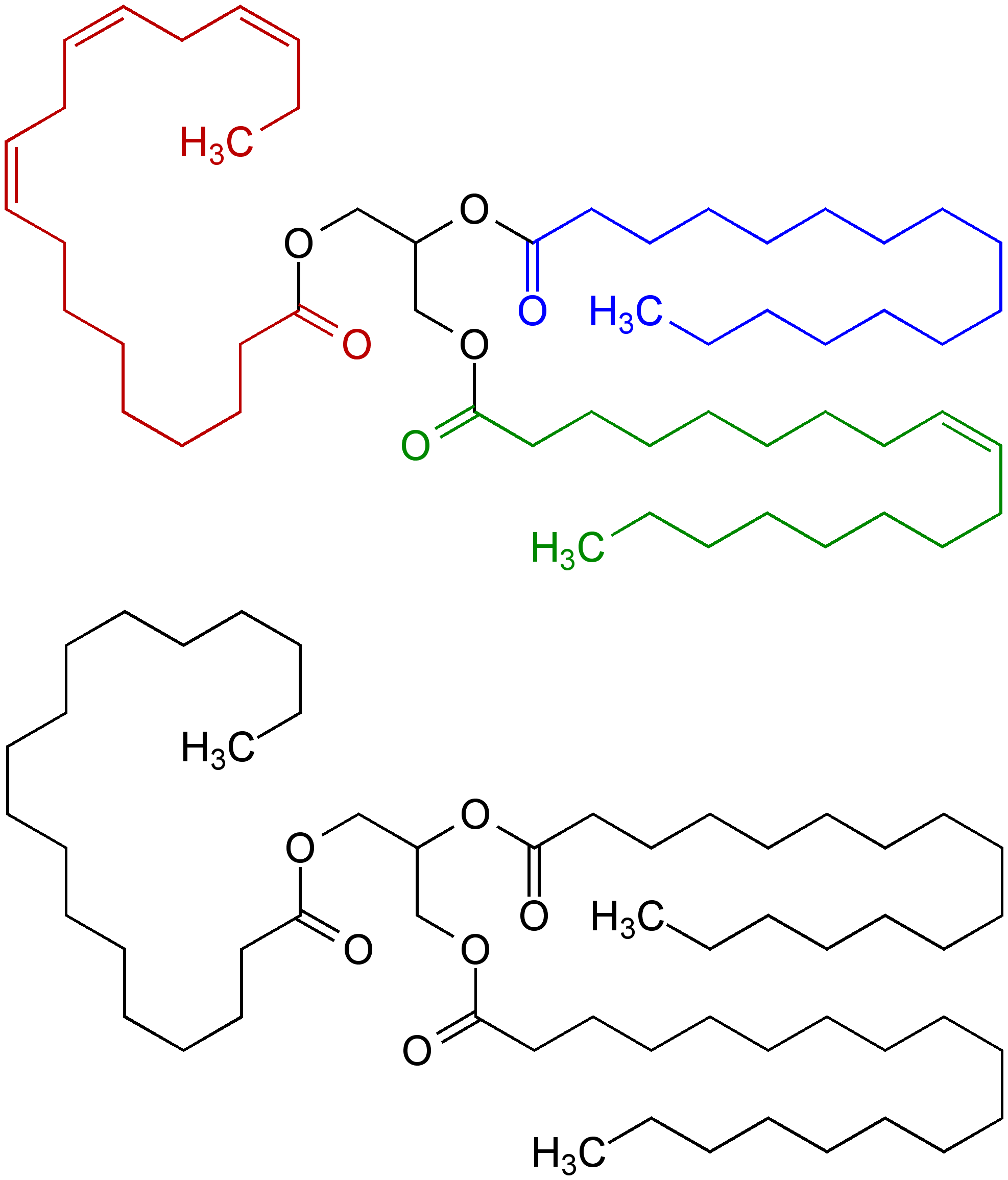
脂肪的化学结构

酸敗（Rancidification）是食物和其他產品中的不飽和脂肪酸被氧化或水解的过程和现象，酸败的食物具有難聞氣味和難吃味道。油脂長時間暴露於溫熱和潮濕的環境中，會產生所謂的臭油味。這些臭油味就是由於脂肪被氧化或水解而產生的：
- 水解酸敗把脂肪酸鏈分解從脂肪裡的甘油結構中分解出來，並繼續被水解或氧化。
- 而氧化酸敗一般發生於不飽和脂肪，透過自由基填充脂肪裡的雙鍵部份而達成，並形成過氧化物。過氧化物極不穩定，會再繼續氧化，產生醛類、酮類及有機酸等。

不論是水解酸敗或氧化酸敗，都會有部分脂肪酸游離出來，使油脂的酸度增加，並破壞食物裡的營養。在特定的環境裡，這些酸敗反應更會快速破壞維生素。因此，經過酸敗反應的油脂對人體有害。

## 概述
酸败的主要原因是油脂的不饱和成分发生自然氧化，空气中的氧通过自由基链反应与油脂反应生成过氧化物，并进而降解产生醛、酮、酸的复杂混合物。其次是微生物的作用，它们把油脂水解为游离的甘油与脂肪酸，一些低级脂肪酸自身就有臭味，而且脂肪酸也可经酶促反应产生挥发性的低级酮，甘油可被氧化为异臭的1,2-环氧丙醛。
酸败的程度可用酸值（酸价，acid value）来表示。酸值的定义是中和1克油脂中的游离脂肪酸所需的KOH毫克量。
油脂自动氧化的结果是粘稠、胶状甚至固化的聚合物。油漆、涂料成分中的乾性油脂在乾燥过程中变硬就是这种作用的结果。

## 氧化酸败
為防止酸敗反應的發生，過往食油的生產商都會在產品中加上抗氧化劑，以防止油製品被氧化或水解。天然的抗氧化劑包括有：黄酮类、多酚类、抗坏血酸（維生素C）和生育酚类（維生素E）等，而合成的抗氧化劑則包括有：丁基羟基茴香醚（BHA）、2,6-二叔丁基對甲酚（BHT）、没食子酸丙酯和乙氧喹。维生素C脂溶性差，一般不用。
植物油的抗自动氧化能力比动物脂肪强，就是因为存在天然的α-生育酚与β-胡萝卜素（但是因为多不饱和脂肪多，容易受到酸败影响的油脂分子也更多）。天然的抗氧化劑普遍效用較短，而合成的抗氧化劑則可讓油製品擺放更長時間。不過，近期的油產品為求標榜健康，都會在廣告中宣稱不含有BHA及BHT等合成抗氧化劑。在1990年代，香港的食油生產商更曾因為「天然抗氧化劑是否添加劑的一種」而在電視廣告上進行罵戰。但其實即使油產品中加入了抗氧化劑，若沒有合適的儲存配合，亦難以抑劑油製品的酸敗反應。一般的食用油都應該放在陰涼及遮光的地方，以減慢酸敗反應的進行速度。

## 水解酸敗
在適當條件下，油脂與水反應生成甘油和脂肪酸的反應叫水解反應。這個反應是分步可逆進行的，先水解生成甘油二醯酯，再水解生成甘油一醯酯，最後水解成甘油。水解本身對食品脂肪的營養價值無明顯影響。因其唯一的變化是將甘油和脂肪酸分子裂開，重要的是所產生的游離脂肪酸可產生不良氣味，影響食品的感官。

## 感官
油脂酸败会给人以特殊的感官感受，即北京话中所谓的“哈喇味（儿）”，具有麻、辣、油腻等呛人味道。南方也叫做油耗味。中国各方言区的叫法不同，如西南官话叫“哈”。《广韵》载“𦤬𦤧”为“哈喇”正字。

## 參看
- 食物保存法
- 防腐劑
- 食物变质
- 發酵